# Vom alten Schlag: Der Zweite Weltkrieg am anderen Ende der Welt. Erinnerungen
Vom alten Schlag: Der Zweite Weltkrieg am anderen Ende der Welt. Erinnerungen (Originaltitel: With the Old Breed: At Peleliu and Okinawa) ist ein Roman, der die Erlebnisse des US-Amerikaners Eugene Sledge im Pazifikkrieg im Zweiten Weltkrieg beschreibt. Veröffentlicht wurde er 1981.
Sledge war Infanterist im United States Marine Corps. Entgegen einem Befehl, der es Soldaten oder Marines verbot, schriftliche Notizen anzufertigen, führte er während seines Einsatzes Tagebuch, indem er Notizen in eine kleine Bibel schrieb.

## Hintergrund
Sledge, der an der Schlacht um Peleliu teilnahm, wurde in einem Camp auf Pavuvu stationiert. Nach eigenen Angaben begann er 1944 mit den Notizen. 1946, nach seiner Rückkehr ins bürgerliche Leben, begann er die Notizen zu den Erinnerungen zu verarbeiten. Sledge, der bei seinen Kameraden den Spitznamen „Sledgehammer“ trug, nahm nach der Schlacht von Peleliu an der Schlacht um Okinawa als Mörserschütze teil (K Kompanie, 3. Battalion 5th Marine Regiment, 1st Marine Division).
Zunächst trug das Buch den Titel A Marine Mortarman in World War II, diesen änderte Sledge später in Into the Abyss. Vom Verlag Presidio Press wurde dann aber der Titel With the Old Breed gewählt.

## Inhalt
Sledges Memoiren geben einen Augenzeugenbericht, der nüchtern, ehrlich und unpathetisch die Erlebnisse auf dem pazifischen Kriegsschauplatz beschreibt.
Der Leser bekommt eine Vorstellung vom Island Hopping – die schrittweise mühsame Eroberung einzelner Pazifikinseln gegen den fanatischen Widerstand der Japaner –, den unerträglichen Wetterbedingungen im Dschungel, dem alltäglichen Dreck und den Krankheiten, unter denen die kämpfende Truppe litt. Sledge schildert die Furcht der Amerikaner vor den Banzai Attacken – Sturmangriffen japanischer Infanteristen. Weitere Themen sind die Hoffnungslosigkeit und der Verlust der Menschlichkeit. Der Autor beschreibt die Brutalität der Japaner und in etwas milderer Form auch die der Amerikaner. Er wurde Zeuge von verstümmelten amerikanischen Leichen und der barbarischen Folter eines Japaners durch einen Amerikaner, der ihm die Goldzähne bei lebendigem Leibe entfernen wollte (diese Szene findet später in The War und The Pacific Erwähnung). Den Hass, den beide Seiten füreinander empfanden, beschrieb Sledge als primitiv und bestialisch.
Sledge, der nicht versteht, warum der Aspekt des Schmutzes in vielen Erinnerungen eine so kleine Rolle spiele, beschreibt, wie die Marines keine Latrinen graben konnten und wie sie sich nur mühsam auf den pulverisierten Korallen auf Peleliu und dem Schlamm auf Okinawa fortbewegen konnten.

## Ausgaben
Originalsprache
- 1981: Presidio Press, Novato, California.
- 1983: Paperback: Bantam Books, Toronto / New York, ISBN 978-0-553-23055-0.
- 1990: Oxford University Press, New York ISBN 978-0-19-506714-9.
- 1990: Presidio, Novato, California, ISBN 978-0-89141-119-2.
- 1996: Naval Institute Press, Annapolis, Maryland, ISBN 978-1-55750-747-1.
- 2001: Recorded Books, Prince Frederick, Maryland, ISBN 978-0-7887-4879-0.
- 2006: Princeton, New Jersey: Recording for the Blind & Dyslexic.
- 2007: Presidio Press, New York

Trade paperback (8.2" × 5.5"). ISBN 978-0-89141-906-8.
Mass market paperback (6.8" × 4.2"), ISBN 978-0-89141-919-8.
- 2010: Ebury Press, London

Trade paperback, ISBN 978-0-09-193753-9.

### Übersetzungen
Der Roman wurde unter anderem ins Japanische, Thai, Deutsch und Tschechische übersetzt.

## Adaptionen
- 2007: Ken Burns diente der Roman als eine Grundlage für seine Dokumentation The War.
- 2010: HBO nutzte diesen Roman sowie Robert Leckies Helmet for My Pillow als Grundlage für seine Fernsehserie The Pacific.